# Nicholas Guest
Nicholas Haden-Guest (Nueva York, 5 de mayo de 1951), conocido en el ámbito artístico como Nicholas Guest, es un actor estadounidense, reconocido principalmente por su papel como Patrick James Elliot en el seriado de corte juvenil USA High y por su participación en películas como Kickboxer 4, Trading Places y National Lampoon's Christmas Vacation. Desde comienzos de la década de 2000 ha trabajado principalmente como actor de voz.

## Filmografía seleccionada

### Cine y televisión
- 1980 The Long Riders como Robert Ford
- 1982 Star Trek II: The Wrath of Khan como un cadete
- 1983 Trading Places como Harry
- 1984 Cloak and Dagger como el taxista
- 1984 Nausicaä del Valle del Viento - voces adicionales
- 1988 Appointment with Death como Lennox Boynton
- 1989 National Lampoon's Christmas Vacation como Todd Chester
- 1989 Tunnels como Ron Bellard
- 1993 The Joy Luck Club como el peluquero
- 1993 Brainsmasher... A Love Story como el detective Smith
- 1994 Kickboxer 4: The Aggressor como el agente Casey Ford
- 1995 The Land Before Time III: The Time of the Great Giving como el padre de Hyp
- 1996 The Late Shift como Robert Iger
- 1998 Twice Upon a Time como el hotelero
- 2001 Cowboy Bebop: The Movie como Rasheed
- 2003 The Tale of Despereaux - voces adicionales
- 2003 Terminator 3: Rise of the Machines - voces adicionales
- 2005 Racing Stripes - voces adicionales
- 2006 Barnyard - voces adicionales
- 2006 Over the Hedge - voces adicionales
- 2008 Fly Me to the Moon como Fly Buddy
- 2009 Astro Boy - voces adicionales
- 2010 Dante's Inferno: An Animated Epic - voces adicionales
- 2010 Tangled - voces adicionales
- 2011 Rio - voces adicionales
- 2012 ParaNorman - voces adicionales
- 2013 Saving Santa como Blitzen
- 2013 Frozen - voces adicionales
- 2014 Mr. Peabody & Sherman - voces adicionales
- 2014 Big Hero 6 - voces adicionales
- 2014 Penguins of Madagascar - voces adicionales
- 2018 Scooby-Doo! & Batman: The Brave and the Bold - voces adicionales